# Scapa Flow (Film)
Scapa Flow ist ein patriotisches, deutsches Flotten- und Seekriegsstummfilmdrama aus den Jahren 1929/30 von Leo Lasko mit Otto Gebühr in der Hauptrolle eines alten, kaisertreuen Kapitäns. Der Film erzählt eine fiktive Episode innerhalb eines historisch belegten Ereignisses, der Selbstversenkung der Kaiserlichen Hochseeflotte in Scapa Flow (Schottland).

## Handlung
Als der Erste Weltkrieg zu Ende geht, sehen sich die Marine und ihre Kapitäne, selbst die der Handels- und Passagierschiffe, der Schmach ausgesetzt all ihre Schiffe den Alliierten, vor allem den Engländern, auszuliefern. In den Häfen daheim wie etwa in Kiel meutern bereits die Matrosen, während kaisertreue Kapitäne vom Schlage des alten von Klockow an dieser Welt des Aufruhrs verzweifeln. Der erfahrene Seefahrer erleidet einen Nervenzusammenbruch als es daheim zur Revolution kommt und plant, sich das Leben zu nehmen. Da kehrt sein Sohn Fritz, bislang Leutnant auf einem Torpedoboot, rechtzeitig heim und kann das Schlimmste verhindern. Infolge der Waffenstillstandsbedingungen sollen die Deutschen nunmehr ihre Flotte in den nordbritischen Seehafen und Flottenstützpunkt Scapa Flow bringen und dem Feind übergeben.
Mit den beiden Klockows an Bord nimmt der Stolz der kaiserlichen Marine ein letztes Mal Kurs in Richtung offene See. Am 21. Juni 1919, dem Termin, an dem die Waffenstillstandsvereinbarung abläuft, soll die deutsche Flotte ausgeliefert werden. Vor den Augen der Briten geht daraufhin vom Führerschiff der Deutschen das Signals zur Selbstversenkung aus. Die Mannschaften öffnen die Bodenventile, sodass Wasser in das Schiffsinnere eindringen kann. Mit wehenden Kriegsflaggen sinken die stählernen Kolosse auf den Meeresgrund. Außer sich vor Zorn, beschießen daraufhin die Briten die sinkenden deutschen Schiffe und ihre Mannschaften. Dabei wird der alte Kapitän Klockow von Kugeln getroffen. Sein Leichnam bedeckt eine Kriegsflagge, ehe er mit einem der Schiffe untergeht.

## Produktionsnotizen
Scapa Flow entstand im Frühwinter 1929/30 mit Außenaufnahmen in Hamburg, Kiel und an historischen Stätten. Filmarchitekt Heinrich C. Richter errichtete in der großen Halle der Filmstudios in Staaken einen zwanzig Meter hohen Nachbau eines Kreuzers.
Ludwig Gottschalk, ein Filmpionier, der bereits vor und während des Ersten Weltkriegs Filme hergestellt hatte, unternahm mit diesem Werk, das er gemeinsam mit der Olympia-Film GmbH produzierte, sein Comeback. Martin Pichert, Geschäftsführer bei der Olympia-Film, übernahm die Produktionsleitung.
Die Aufführung von Scapa Flow wurde am 20. Januar 1930 durch die Reichsfilmzensur in der Länge von 2401 Metern verboten. Am 5. Februar erfolgte die Zulassung des Films in einer Länge von 2309 Metern, verteilt auf 7 Akte, freigegeben auch für die Jugend. Berliner Premiere war am 25. Februar 1930 in der Schauburg.
Nach der Machtergreifung Hitlers wurde der Film am 20. Mai 1933 von der Film-Oberprüfstelle ganz verboten.

## Kritik
Die Österreichische Film-Zeitung sah in Scapa Flow einen „grandiose(n) Film“.